# Berga (Saxônia-Anhalt)
Berga é um município da Alemanha, situado no distrito de Mansfeld-Südharz, no estado de Saxônia-Anhalt. Tem 25,67 km² de área, e sua população em 2019 foi estimada em 1.658 habitantes.